# Sasahan
Sasahan is een bestuurslaag in het regentschap Serang van de provincie Banten, Indonesië. Sasahan telt 2546 inwoners (volkstelling 2010).